# Gonomyia (Leiponeura) houtensis
Gonomyia (Leiponeura) houtensis is een tweevleugelige uit de familie steltmuggen (Limoniidae). De soort komt voor in het Afrotropisch gebied.